# Шульгин, Энн
Лора Энн Шульгин (англ. Laura Ann Shulgin; 22 марта 1931 — 9 июля 2022) — американская писательница. Выступала за разрешение использования психоделиков в терапевтических целях. Жена и соавтор химика и фармаколога Александра Шульгина.

## Биография и карьера
Родилась в семье американского консула в Веллингтоне Бернарда Готлиба (1893—1979), еврейского происхождения, и Одри Гвендолин «Гвен» Ормистон (1906—1997), уроженки Окленда (Новая Зеландия). Выросла в деревне Опичина близ итальянского города Триеста, где в течение 6 лет перед Второй мировой войной американским консулом работал её отец.
Работала психоделическим психотерапевтом с такими психоделическими веществами, как MDMA и 2C-B, когда эти препараты ещё были легальными. В своих работах она подчёркивала потенциал этих веществ с позиции психоанализа Юнга, а также использование их в комбинации с гипнотерапией. Энн часто выступала докладчиком на съездах и продолжала выступать за использование психоделиков в терапевтическом контексте.
В 2004 году экспертиза, проведённая по требованию Федеральной службы Российской Федерации по контролю за оборотом наркотических средств и психотропных веществ, обнаружила признаки пропаганды наркомании в книгах Александра и Энн Шульгиных.

## Публикации
- The new psychotherapy: MDMA and the Shadow. Eleusis, 1995.
- A New Class of Criminals. Los Angeles Times, 2001.
- с Александром Шульгиным. «A New Vocabulary». In Robert Forte (ed.), Entheogens and the Future of Religion, Berkeley: Council on Spiritual Practices, 1997. ISBN 1-889725-01-3
- с Александром Шульгиным. Tihkal: The Continuation. Berkeley: Transform Press, 1997. ISBN 0-9630096-9-9
- с Александром Шульгиным. Pihkal: A Chemical Love Story. Berkeley: Transform Press, 1991. ISBN 0-9630096-0-5
- с Александром Шульгиным: «Frontiers of Pharmacology» под ред. Walsh, Robert & Grob, Charles: Higher Wisdom. SUNY Press, 2005. ISBN 0-7914-6518-7